# Grote spinkrab
De grote spinkrab (Maja squinado) is een kreeftachtige uit de familie spinkrabben (Majidae). De wetenschappelijke naam van de soort werd als Cancer squinado in 1788 gepubliceerd door Johann Friedrich Wilhelm Herbst.

## Leefwijze
De krab komt voor op allerlei substraten, met een voorkeur voor stenen of zand, vanaf de getijdenzone tot op 200 meter diepte. Hij voedt zich voornamelijk met algen, weekdieren, kleine kreeftachtigen, stekelhuidigen en in mindere mate ook hydroïdpoliepen, borstelwormen, mosdiertjes en aas.
Het zijn trage dieren die zich actief camoufleren met poliepen, sponzen en ander dierlijk en plantaardig materiaal.

## Verspreiding
Maja squinado komt voor in de gehele Middellandse Zee. De soort werd voorheen ook algemeen gemeld uit de Noordoost-Atlantische Oceaan (onder meer de Portugese, Franse, Ierse en Britse kust) en een enkele keer uit de Noordzee. Die populatie is echter zowel morfologisch als genetisch zodanig verschillend van de populatie in de Middellandse Zee dat ze nu als afzonderlijke soort Maja brachydactyla wordt opgevat. Oudere waarnemingen van Maja squinado uit dat gebied moeten dus ook aan Maja brachydactyla worden toegewezen.

## Synoniemen
- Cancer cornutus Fabricius, 1787, non Linnaeus, 1758
- Maja tuberculata De Haan, 1839